# بلکا
بلکا (Belka) جایگزین مناسب رنگ و کاغذ دیواری، نوعی پوشش سلولوزی با الیاف طبیعی پنبه سلولز می‌باشد که توسط دستگاه‌های مخصوص در ابعاد بسیار ریز خرد شده و سپس با میزان مشخصی از رزین سلولزی وسنگ‌های تزئینی طبیعی مخلوط شده‌ است. این پوشش به دلیل برخورداری از مواد اولیه کاملاً طبیعی می‌تواند در فضاهای بهداشتی و درمانی مانند بیمارستان‌ها نیز مورد استفاده قرار گیرد. بلکا در زمره ی پوشش های دوستدار محیط زیست است. بلکابرروی گچ، خاک وگچ (شمشه کشی شده)، چوب، فلز، رنگ روغن، سیمان، شیشه و... قابل اجرامی باشد که انواع مختلفی دارد.

## ویژگی‌ها
با در نظر گرفتن تاریخ پیدایش رنگ بلکا  در نقاشی ساختمان به عنوان پوشش سلولزی این نتیجه‌گیری می‌شود كه بلكا صنعتی است كه با مرور زمان جایگزین رنگ‌های ساختمانی می‌شود و در عین حال زیبایی و سلامت بهداشتی و صرفه جویی منابع نفتی را به ارمغان می‌آورد. مزایای رنگ بلکا عبارتند از :
- عایق حرارت
- عایق برودت
- عایق صوت
- بی نیاز از زیرسازی
- نداشتن بو و مواد فرار هنگام اجرا
- قابلیت شستشو (با ابر و شامپوی فرش)
- خاصیت آنتی استاتیک: به دلیل ساختار فیبری گرد و غبار و ملکول‌های سوخته در هوا را جذب نمی‌کند.
- مقاومت در برابر آتش و شعله ور نشدن
- پوشاندن ترک ها
- مقاومت در برابر ضربه
- کاهش بازتاب مستقیم نور
- قابلیت ترمیم [۲]

## اجرا بر روی سطوح مختلف
باید توجه داشته باشید، از آنجا که برای آماده کردن خمیر بلکا باید از آب استفاده شود، خمیر اجرا شده می‌تواند مواد قابل حل در آب موجود در زیرسازی را در خود حل کند، تا جایی که این مواد در طول مدت خشک‌ شدن بلکا بر روی دیوار، کم کم به درون بلکا نفوذ کرده، به ایجاد طبله و تغییر رنگ در پوشش بلکا منجر می شود.
- سطح آهن سیاه: از آنجا که آهن سیاه به سرعت زنگ می‌زند اکیداً توصیه می‌شود قبل از اجرای بلکا سطح آن با رنگ روغنی پوشش داده شود.
- آهن گالوانیزه – شیشه - آلومینیوم: در صورتی که سطح این مواد چرب نباشد محدودیتی جهت اجرای بلکا وجود نخواهد داشت البته جهت سهولت در اجرا می‌توانید خمیر بلکا را کمی سفت تر تهیه نمایید.
- گچ نرمه ـ گچ سفید ـ سیمان نرم: گچ نرمه یا گچ سفید مناسب‌ترین سطوح جهت اجرای بلکا بوده و محدودیتی در اجرای این پوشش وجود نخواهد داشت.
- چوب و نئوپان: قبل از اجرای بلکا بر روی چوب و نئوپان لازم است ابتدا سطح آن‌ها با تترونیوم رزین آغشته و سپس خشک شود این موضوع در مورد نئوپان که دارای بافت فشرده‌ای نیست اهمیت بالاتری خواهد داشت.
- سطوح گچ و خاک: تنها مشکل این سطوح خالی بودن دور درب‌ها و پنجره‌ها و همچنین شمشه‌گیری نشدن نبش ها و کنج‌ ها می‌باشد که برای اجرای پوشش بلکا و رسیدن به بالاترین کیفیت و زیبایی لازم است این نواقص جبران شوند.
- کنیتکس آبی ( پلاستیک ) ـ رولکس: این پوشش‌ها معمولاً چسبندگی مناسبی به سطح زیرین خود ندارند و همچنین حلال آن‌ها آب می‌باشد. لذا با اجرای بلکا بر روی آن‌ها تمام سطح یکجا کنده خواهد شد لذا توصیه می‌شود قبل از اجرای بلکا حتماً سطح این پوشش‌ها به تترونیوم رزین کاملاً آغشته شود یا در صورت امکان تمامی سطوح سست از روی دیوار کنده شوند.
- کنیتکس روغنی – رنگ روغنی: اجرای بلکا بر روی این سطوح در صورتی که دارای پوسیدگی نباشند به‌سهولت امکان‌پذیر خواهد بود.
- سیمان زبر: تنها مشکل پیش رو در اجرای بلکا بر روی سطوح سیمانی زبر، وجود سطح متخلخل و نا تراز آن می‌باشد که موجب می‌شود در هر متر مربع بلکای  بیشتری مصرف شود.

## نحوه آماده کردن خیمر بلکا
1.     ابتدا به مقدار لازم(برای هر 3 متر مربع یک کیلو) پودر بلکا را از کیسه خارج و در ظرف مناسب بریزید.
2.     سپس به مقدار لازم (حدود 4 الی 5 لیتر) آب روی بلکا بریزید. نکته مهم: میزان اضافه کردن آب، به نوع زیر کار شما بستگی دارد. برای دیوار یا سقف رنگ روغنی یا سرامیک، خمیر بلکا باید سفت باشد. برای سطوح گچی، رنگ پلاستیک زیر سازی شده و بلکا روی بلکا ، باید خمیر شل باشد  و آب بیشتری بریزید تا راحت‌تر اجرا شود.
3.     بلکا را خوب  ورز دهید تا مواد بلکای خشک داخلش نماند و به خوبی با آب ترکیب شود.
4.     بعد از 30 دقیقه استرحت، دوباره بلکا را ورز بدهید.
5.     بلکا آماده اجراست به وسیلهٔ ماله مخصوص بلکا و ضخامت حدود 2 میلی‌متر، بلکا را روی دیوار یا سقف اجرا کنید.
نکته مهم: توجه داشته باشید هنگام اجرای بلکا ممکن است زیر کار مشخص باشد و همچنین بلکا رنگ یکدستی نداشته باشد. این مشکل بعد از خشک شدن برطرف شده و بلکا سطح زیر را به خوبی پوشش داده و رنگ یکنواختی پیدا می‌کند.
لازم به ذکر است که بلکا در اثر ترکیب با آب تیره می‌شود ولی پس از خشک شدن، رنگ اصلی خود را دوباره بدست می آورد.